# Amy Nuttall
Amy Abigail Nuttall (7 juni 1982) is een Engelse actrice en zangeres die bekend staat om het spelen van Chloe Atkinson in de ITV-soap Emmerdale van 2000 tot 2005 en dienstmeisje Ethel Parks in de ITV-dramareeks Downton Abbey van 2011 tot 2012.

## Biografie
Nuttall verwierf op zeventienjarige leeftijd bekendheid als de jongste actrice die ooit understudy en de hoofdrol van Christine speelt in The Phantom of the Opera, met optredens in de Royal Albert Hall, de Royal Festival Hall en Old Trafford.
Na haar passage in de soap Emmerdale bracht ze in 2005 haar debuutalbum uit als klassieke zangeres, Best Days, op EMI Classics. Het muziekalbum piekte op nummer vier in de Britse klassieke hitlijst en werd genomineerd voor Album van het Jaar bij de Classic BRIT Awards 2006.
Vanaf september 2011 begon Nuttall te verschijnen in de tweede serie van Downton Abbey, als de nieuwe meid, Ethel. Nuttall speelde in de langspeelfilms The Keeping Room (2014) en Despite the Falling Snow (2015). 
Op 14 juli 2011 ontving Nuttall een eredoctoraat van Bolton University.
In de film Beetlejuice Beetlejuice uit 2024 speelde Nuttall de rol van Jane Butterfield. Deze rol werd in de eerste Beetlejuice-film gespeeld door Rachel Mittelman.

## Privé
Sinds 2007 had Nuttall een relatie met acteur Andrew Buchan, waarmee ze op 8 september 2012 in het huwelijk trad. Ze hebben twee kinderen, een dochter en een zoon. De relatie eindigde in december 2022.